# Вердоль
Вердоль (нім. Werdohl) — місто в Німеччині, знаходиться в землі Північний Рейн-Вестфалія. Підпорядковується адміністративному округу Арнсберг. Входить до складу району Меркіш.
Площа — 33,35 км2. Населення становить 17 660 ос. (станом на 31 грудня 2020).